# Jeroen Thijssen
Jeroen Thijssen (20 mei 1959) is een Nederlandse schrijver van zowel fictie als non-fictie. Als bestuurslid van de Auteursbond zet hij zich in voor de belangen van schrijvers en vertalers. Ook de belangen van de boekhandel gaan hem aan het hart, aan het begin van de Coronacrisis riep hij op tot het hamsteren van boeken. Thijssen werkt als docent bij de Schrijversvakschool. Eerder was hij journalist onder andere bij Trouw, Kassa, Brabants Dagblad en Dit is de Dag. Jeroen Thijssen studeerde geschiedenis en journalistiek.

## Fictie
- 1996 Mens en zoo (De Bezige Bij, samen met Patsy Backx)
- 1998 De Maarschalk en andere verhalen (De Bezige Bij)
- 2007 Broeder (Nieuw Amsterdam)
- 2009 De kinderen van de Triple A (Nieuw Amsterdam)
- 2014 Solitude (Nieuw Amsterdam)
- 2017 Hazer (Nieuw Amsterdam)

## Recente non-fictie
- 2010 De ronde van Gallië (Nieuw Amsterdam),
- 2016 Smaak (Nieuw Amsterdam)
- 2018 Johannes van Dam. De biografie (Nieuw Amsterdam)
- 2019 Het verscholen dorp (Nieuw Amsterdam) (herziene uitgave van Het verborgen dorp (2005))[1]

## Nominaties & prijzen
- Longlist Libris Literatuurprijs (Mens en zoo)
- Nominatie Halewijnprijs (Broeder)
- Nominatie Publieksprijs der Brabantse Letteren (Kinderen van de Triple A)
- Beste Reisgids van 2010 (De ronde van Gallië)
- Longlist Brusseprijs (Johannes van Dam. De biografie)